# 不死身のタイマーズ
『不死身のタイマーズ』（ふじみのタイマーズ）は、THE TIMERSが1995年4月30日に発売したライブ映像およびライブ・アルバム。

## 解説
楽曲のタイトル・歌詞の内容が過激なことからインディーズから発表されたが、その後入手困難となっている。さらにZERRYこと忌野清志郎が2009年に逝去したことから結果としてタイマーズ最後のアルバムとなった。ジャケットは、ジミ・ヘンドリックスのアルバム『エレクトリック・レディランド』のイギリス盤ジャケット（本人・遺族の反対により現在は使用されていない）のパロディになっている。2枚組LPも同時発売された。

## 収録曲

### 映像
1. タイマーズのテーマ
2. 偽善者
3. ロックン仁義
4. あこがれの北朝鮮
5. 覚醒剤音頭
6. トルエン
7. 宗教ロック
8. 税
9. お前の股ぐら
10. イモ
11. タイマーズのテーマ（エンディング）
12. まわりはワナ
13. トカレフ（精神異常者）
14. 不死身のタイマーズ

### アルバム
1. ヘリコプター
本曲のみスタジオ録音。
2. 夢のかけ橋
3. ゴミ
4. 障害者と健常者
5. あこがれの北朝鮮
6. ブツ
7. トルエン
8. お前の股ぐら
9. イツミさん
10. トカレフ（精神異常者）
11. 不死身のタイマーズ
12. リプライズ
13. 最後の御挨拶